# Damián Rodríguez Sousa
Damián Rodríguez Sousa (Puenteareas, 17 de marzo de 2003) es un futbolista español que juega como centrocampista en el Real Club Celta de Vigo de la Primera División de España.

## Trayectoria
Nacido en Ponteareas, se forma en el fútbol base del RC Celta de Vigo, debutando con el filial el 9 de mayo de 2021 en un partido frente al Burgos CF en la Segunda División B.Se asienta como jugador habitual del segundo equipo en Primera Federación 2022-23, compaginando actuaciones con el "C" en la Tercera Federación. Anota su primer gol con el filial el 4 de diciembre de 2022 en el empate por 2-2 frente al Algeciras CF.
Logra debutar con el primer equipo el 17 de marzo de 2024 al entrar como suplente en la segunda mitad en una victoria por 1-2 frente al Sevilla FC en la Primera División.

## Clubes
Actualizado al último partido disputado el 8 de junio de 2024.
| Club                 | País   | Año       | Partidos | Goles |
| -------------------- | ------ | --------- | -------- | ----- |
| RC Celta Fortuna     | España | 2021-act. | 56       | 3     |
| RC Celta de Vigo "C" | España | 2022-2023 | 10       | 1     |
| RC Celta de Vigo     | España | 2024-act. | 5        | 0     |